# Samalas

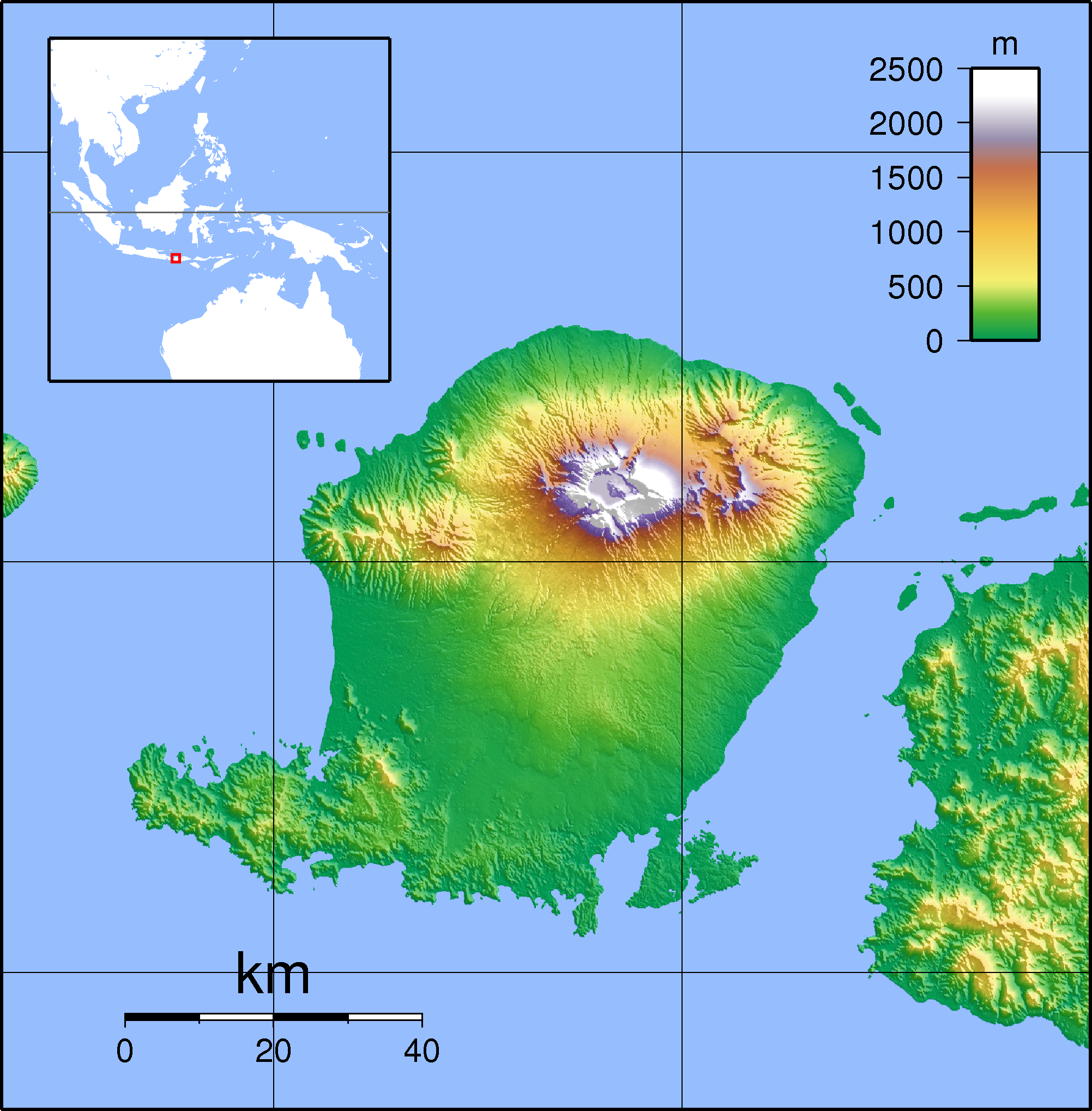
Het Rinjani-complex met de caldera en de vulkaan Barujari op het eiland Lombok

De Samalas was een vulkaan op het tropische eiland Lombok in Indonesië.
Van mei tot oktober 1257 waren er herhaalde explosies van de vulkaan met de opstuwing van 40 km³ tefra tot 43 km hoogte, de bovenste lagen van de stratosfeer. Men schat een dergelijke opstuwing op ongeveer 500.000 ton per seconde. Dit brengt deze vulkaan op niveau 7 van de vulkanische-explosiviteitsindex, het op een na hoogste niveau voor de explosiviteit van een vulkaan en maakt het tot een van de zwaarste vulkaanuitbarstingen in de gangbare jaartelling. Deze hoeveelheid is ongeveer gelijk aan de verwoestende kracht van de Tambora (1815) en de vulkaan op Santorini, 1600 jaar v. Chr., die delen van de Minoïsche beschaving verwoestte.
Van de uitbarsting van de Samalas werden bewijzen gevonden in ijsstalen op de Noordpool, Groenland en Antarctica. De aswolk verspreidde zich in de hele stratosfeer, met een vulkanische winter tot gevolg, met afscherming van het zonlicht en verduistering van de hemel. De eerste daaropvolgende winter was eerst zachter dan normaal (zoals vastgesteld in middeleeuwse kronieken), maar de drie à vier volgende jaren werden bijzonder vochtig en koud met mislukte oogsten, overstromingen, hongersnood en epidemieën als gevolg. Pas daarna begon de aswolk neer te dalen en kon het klimaat zich herstellen.
De calamiteiten werden nog verzwaard door de pest in Italië in 1257 en een reeks aardbevingen in 1259 in Sicilië. Dit leidde tot het ontstaan van de flagellanten in 1260, boetedoeners die zich tot bloedens toe zweepten om vergeving te bekomen van God voor deze calamiteiten. Bovendien vermoeden veel onderzoekers dat de eruptie van de Samalas de inzet was van een Kleine IJstijd die duurde tot het midden van de 19de eeuw. Er kwamen immers ook (nog niet-gelokaliseerde) aardbevingen voor in 1268, 1275 en 1284. Dit alles had de loop van zeestromingen kunnen wijzigen en een verhoging van het pakijs teweegbrengen. Dergelijke wijzigingen kunnen een impact hebben gedurende vijf eeuwen.
Nu nog vindt men op het eiland Lombok een caldera van 6 km bij 8 km en 800 m diep. In het centrum ervan bevindt zich een kleine nieuwe vulkaan, de Barujari. Het geheel behoort tot het vulkanische complex van Mount Rinjani.